# Tectolithon
Tectolithon,  rod crvenih algi iz porodice Hapalidiaceae kojemu pripada morska alga T. fluminense,  otkrivena kod obale brazilske države Rio de Janeiro, i opisana 2020. godine.
T. fluminense i Crustaphytum atlanticum otkrivene su u isto vrijeme i opisane su na temelju primjeraka prikupljenih na dubinama od 2 do 30 m u prijelaznom području od tropskog do suptropskog područja jugoistočnog Brazila.